# Getúlio (film)
Getúlio is een Braziliaanse dramafilm uit 2014 onder regie van João Jardim. De film gaat over de laatste momenten van de crisis die leidde tot de dood van de toenmalige president Getúlio Vargas, gedurende de 19 dagen vóór 24 augustus 1954.

## Verhaal
Het complot begint in augustus 1954, na de poging tot moord op Carlos Lacerda, eigenaar van de oppositiekrant, waarna president Getúlio te maken krijgt met de toenemende instabiliteit van zijn regering, naast de beschuldigingen van het bevelen van de moord op zijn politieke vijand.

## Rolverdeling
- Tony Ramos als Getúlio Vargas[1][2]
- Drica Moraes als Alzira Vargas
- Alexandre Borges als Carlos Lacerda
- Leonardo Medeiros als General Caiado
- Fernando Luís als Benjamim Vargas
- Daniel Dantas als Afonso Arinos de Melo Franco, aikel van de oppositie
- Jackson Antunes als Café Filho
- Michel Bercovitch als Tancredo Neves
- Murilo Elbas als Bediende João Zaratimi
- Sílvio Matos als General Carneiro de Menezes
- José Raposo als Nero Moura
- Adriano Garib als General Genóbio da Costa
- Thiago Justino als Gregório Fortunato
- Luciano Chirolli als General Tavares
- Marcelo Médici als Lutero Vargas
- Clarisse Abujamra als Darcy Vargas

## Prijzen en nominaties
- Op het Grande Prêmio do Cinema Brasileiro in Brazilië in 2015 won de film prijzen Tony Ramos voor Beste Acteur; Tiago Marques als beste artistiek directeur en Martín Macias Trujillo als beste visagist.